# ادبیات داستانی

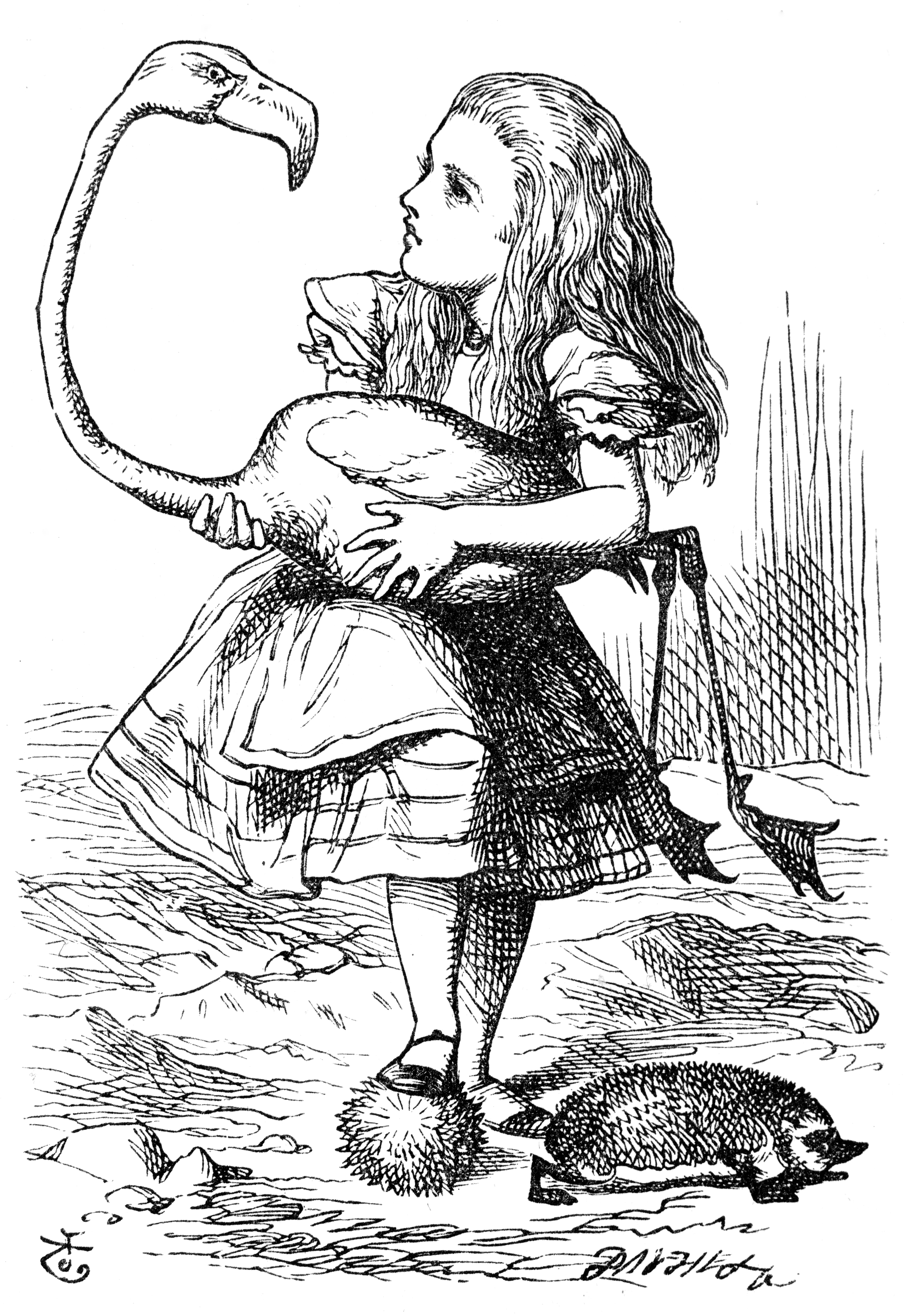
آلیس در سرزمین عجایب که نمونه ای از ادبیات داستانی بر طبق قوه تخیل و خیال می‌باشد.

ادبیات داستانی شکلی از روایت است که در همه یا بخشی از آن به رویدادهایی اشاره می‌شود که واقعی نیستند، یعنی خیالی هستند و ساختهٔ ذهن نویسندهٔ اثرند. در مقابل آن ادبیات غیر داستانی قرار دارد که عمدتاً به رویدادهای واقعی می‌پردازد (نظیر تاریخ‌نگاری، زندگینامه‌نویسی و…).
ادبیات داستانی یا داستان تخیلی سبکی است در ادبیات و به داستان‌هایی گفته می‌شود که بخشی از آن یا همه آن به صورت حکایتی یا نقلی و به شیوه خیالی و تصوری نوشته می‌شود. اگر چه سبک تخیلی توصیف یک اثر ادبی است اما این اصطلاح و سبک برای آثار موسیقی، فیلم، مستند و تئاتر نیز استفاده می‌شود؛ مثلاً فیلم ارباب حلقه‌ها و داستان آلیس در سرزمین عجایب به‌ترتیب یک فیلم تخیلی و یک داستان تخیلی به‌شمار می‌روند. بر عکس سبک تخیلی سبک غیر تخیلی است که به موضوعات حقیقی مثل داستان‌های تاریخی و زندگی‌نامه می‌پردازد.

## انواع ادبیات داستانی (گونه‌های ادبی براساس وابستگی به امر واقعی)[نیازمند منبع]

### ادبیات داستانی واقع‌گرا
رویدادهای ادبیات داستانی واقع‌گرا، اگرچه خلاف واقع است، اما می‌تواند به راستی رخ دهد. شاید بعضی از شخصیت‌ها، وقایع یا مکان‌ها واقعی باشند ویا ممکن است در آینده رویدادهای آن به واقعیت بدل شوند. به عنوان مثال اگرچه رمان از زمین تا کره ماه نوشته ی ژول ورن در زمان خود چیزی بیش از تخیلات غنی نویسنده‌اش نبود، در سال ۱۹۶۹ ثابت شد که وقوع آن اتفاقات امکان‌پذیر است. ادبیات داستانی واقع‌گرا خود را چنان به خواننده می‌نمایاند که انگار رویدادهای آن در حال حاضر رخ می‌دهند.

### ادبیات داستانی غیر واقع‌گرا (غیر رئالیستی)
ادبیات داستانی غیرواقع‌گرا، شامل رویدادهایی است که در زندگی واقعی امکان وقوع ندارند یا فراطبیعی‌اند، یا روایت دیگرگونه‌ای از تاریخ به دست می‌دهند که با آنچه اسناد تاریخی گزارش می‌کنند، همخوانی ندارد، یا در آن‌ها تکنولوژی‌های ناممکن به کار رفته‌است. بسیاری از شاهکارهای ادبی مانند آلیس در سرزمین عجایب یا داستان‌های کلیله و دمنه جزء این گروه محسوب می شوند. 

### ادبیات غیر داستانی
ادبیات غیرداستانی به بازنمایی رویدادهایی می‌پردازد که در واقع رخ داده‌اند. این بازنمایی ممکن است صحیح باشد یا نباشد، از این رو ادبیات غیر داستانی می‌تواند روایتی درست یا نادرست از یک رویداد واقعی به‌دست دهد. با این حال، عموماً چنین پنداشته می‌شود که نویسندهٔ ادبیات غیرداستانی در هنگام خلق اثر صادق بوده‌است. باید در نظر داشت که گزارش اعتقادات دیگران در یک اثر غیرداستانی لزوماً به معنای تأیید صحت آن اعتقادات نیست (نظیر اسطوره‌شناسی، دین).

### ادبیات نیمه داستانی
ادبیات نیمه‌داستانی، داستانی‌است که با حجم زیادی مطالب غیر داستانی (واقعی) آمیخته شده، به عنوان مثال داستانی که در توضیح آن آمده‌است: «بر اساس داستانی واقعی»، یا نسخهٔ داستانی شدهٔ یک رویداد واقعی، یا زندگینامهٔ بازسازی شده.

## عناصر داستان
در میان اهل فن و نویسندگان در مورد تعداد و ترکیب عناصر بنیادین داستان اتفاق نظر وجود ندارد. به عنوان مثال:
- داستان دربردارندهٔ سه عنصر اصلی است: پیرنگ، شخصیت و مکان یا صحنه. (Morrell 2006, p. ۱۵۱)
- یک تصویر می‌تواند بیانگر تمام عناصر داستان باشد: درونمایه (تم)، شخصیت، کشمکش، صحنه، سبک و… (Writer's Digest Handbook of Novel Writing 1992, p. ۱۶۰)
- نویسنده با افزودن عناصری نظیر شخصیت، گفتگو و صحنه به پیرنگ داستانش رنگ و بوی شخصی می‌دهد. (Bell 2004, p. ۱۶)
- در چارچوب داستان چند عنصر مهم داستانی قرار می‌گیرند: شخصیت، کنش و کشمکش. (Evanovich 2006, p. ۸۳)
- به نظر من زاویهٔ دید یکی از بنیادی‌ترین عناصر هنر داستان‌نویسی است. (Selgin 2007, p. ۴۱)
- برای نگارش یک داستان موفق باید درک درستی از عناصر بنیادین داستان‌گویی داشت، نظیر زاویهٔ دید، گفتگو و صحنه. (Evanovich 2006, p. ۳۹)

### پیرنگ
پیرنگ، یا خط داستانی، اغلب به عنوان یکی از عناصر بنیادین ادبیات داستانی برشمرده می‌شود. پیرنگ عبارت‌است از ساخت و پرداخت کنش‌های یک داستان. در سطح خرد، پیرنگ مجموعه‌ای‌ست از کنش‌ها و واکنش‌ها، یا محرک‌ها و پاسخ به محرک‌ها. در سطح کلان پیرنگ آغاز، میانه و پایان دارد. اغلب آن را با نموداری کمان شکل با خطوط زیگ‌زاگی برای نمایش اوج و فرود کنش داستان ترسیم می‌کنند. در سطح میانه، ساختار پیرنگ متشکل است از صحنه و پایان‌بندی. صحنه واحدی از درام است که در آن کنش واقع می‌شود. سپس، نوعی تحول یا گذار از موقعیت فعلی صورت می‌گیرد و در پی آن پایان‌بندی می‌آید: جمع‌بندی و پیامد داستان.

### مقدمه‌چینی
مقدمه‌چینی به معنای خلق موقعیت داستانی اولیه است. در این مرحله صحنه به شیوه‌های گوناگون طراحی می‌شود، شخصیت‌ها معرفی می‌شوند، و کشمکش آغاز می‌شود. برای مثال:
شبی تاریک و طوفانی بود. بیوهٔ جوان به مرد غریبه که از سر و رویش آب می‌چکید و کف آشپزخانهٔ زن را خیس می‌کرد، خیره شد. زن گفت: «به شما گفتم شوهرم خانه نیست.» مرد به پهنای صورت لبخند زد، در را پشت سرش بست و گفت: «به من چیزی بگویید که نمی‌دانم.»

### پیش‌آگاهی
پیش‌آگاهی، تکنیکی است که نویسنده به کار می‌بندد تا سرنخ‌هایی را در اختیار خواننده قرار دهد. خواننده با استفاده از این سرنخ‌ها می‌تواند آنچه را که قرار است بعدتر در داستان اتفاق بیفتد پیش‌بینی کند. به عبارت دیگر، نویسنده به نکات ظریفی اشاره می‌کند که از رویدادهای آتی پیرنگ خبر می‌دهند و بعداً در داستان به کار می‌آیند.

### کنش صعودی
کنش صعودی، عنصر روایی یک اثر داستانی‌ست که از پس مقدمه‌چینی می‌آید و به نقطه اوج داستان می‌انجامد. کنش صعودی معمولاً به منظور ایجاد تعلیق تا رسیدن به نقطهٔ اوج به کار می‌رود و نباید آن را با میانهٔ داستان اشتباه کرد. هر آنچه بعد از نقطهٔ اوج می‌آید را کنش فرودی می‌نامند.
در یک اثر داستانی، نقطهٔ اوج جایی است که قهرمان با جدی‌ترین چالش خود مواجه می‌شود. چالشی که اجتناب ناپذیر است و بیم آن می‌رود که به شکست قهرمان بینجامد. نقطهٔ اوج برای مخاطب غافلگیرکننده است و او را وامی‌دارد داستان را با اشتیاق تا پایان دنبال کند. نقطهٔ اوج اغلب از سه بخش تشکیل شده‌است. شخصیت دچار تغییر می‌شود، چیزی در مورد خودش یا یک شخصیت دیگر کشف می‌کند و مضمون داستان آشکار می‌شود.

### کنش نزولی
کنش نزولی معمولاً در تراژدی‌ها و داستان‌های کوتاه دیده می‌شود. کنش نزولی پس از اوج می‌آید و تأثیرات آن را نمایش می‌دهد و در نهایت به پایان‌بندی یا عاقبت داستان (که گاه فاجعه‌بار است) می‌انجامد. داستان پایان می‌یابد و مخاطب اتفاقی که در اوج داستان رخ داده و پیامدهای آن را درک می‌کند.

### نتیجه
پس از اوج، کشمکش داستان به نتیجهٔ نهایی خود می‌رسد. ممکن است یک تعلیق نهایی وجود داشته باشد که مخاطب را دربارهٔ پایان داستان در تردید بگذارد.

### کشمکش
کشمکش عنصری ضروری در ادبیات داستانی‌ست و به معنای چالشی است که قهرمان با آن روبه‌رو می‌شود و در تمام گونه‌های ادبیات کاربرد دارد. انواع کشمکش را بر اساس ویژگی‌های قهرمان و ضدقهرمان معمولاً به این شکل طبقه‌بندی می‌کنند:

#### انواع کشمکش
اغلب کشمکش را به پنج گونهٔ اصلی تقسیم می‌کنند. در دوران مدرن فرد علیه ماشین یا فرد علیه تکنولوژی هم به این طبقه‌بندی افزوده شده‌است.
1. فرد علیه خود
2. فرد علیه فرد
3. فرد علیه جامعه
4. فرد علیه طبیعت
5. فرد علیه فراطبیعت
6. فرد علیه ماشین/تکنولوژی

### شخصیت
شخصیت‌پردازی را یکی از عناصر بنیادین داستان می‌دانند. شخصیت در داستان مشارکت می‌کند، معمولاً یک انسان است و هویت و ویژگی‌های گوناگونی دارد که از بطن داستان برآمده است. گونه‌های مختلف شخصیت‌های داستانی از این قرارند:
- شخصیت راوی: شخصیتی است که مخاطب داستان را از زاویه دید او تجربه می‌کند، با او همدردی می‌کند و از او طرفداری می‌کند، از این رو شخصیت اصلی داستان است.
- قهرمان: شخصیتی است که کنش داستان را پیش می‌برد و انتظار می‌رود به هدف غایی داستان نائل شود. در شیوهٔ داستان‌گویی غربی، قهرمان عموماً شخصیت اصلی داستان است.
- ضدقهرمان: شخصیتی است که در برابر قهرمان قد علم می‌کند.
- شخصیت ایستا: شخصیتی است که در روند داستان دچار تغییر محسوسی نمی‌شود.
- شخصیت پویا: شخصیتی است که در روند داستان دستخوش تغییرات شخصیتی می‌شود.
- شخصیت متضاد: شخصیتی است که از نظر خصوصیات درست در نقطهٔ مقابل قهرمان قرار دارد و شخصیت و ویژگی‌های قهرمان را آشکار می‌کند.
- شخصیت مکمل: شخصیتی که در داستان نقشی ایفا می‌کند؛ اما نقش او چندان عمده نیست.
- شخصیت فرعی: شخصیتی است که نقش کوچکی در داستان دارد.

## انواع شخصیت
فورستر شخصیت‌ها را با توجه به عمل و ویژگی‌های روانی آن‌ها به دو دسته کلی تقسیم می‌کند. شخصیت‌های مسطح(flat),و شخصیت‌های گرد یا کروی(round).

### شیوه‌های پرداخت شخصیت
- ویژگی‌های ظاهری: ظاهر بیرونی شخصیت توصیف می‌شود تا خواننده بتواند او را بشناسد.
- گفتگوها: شخصیت چه می‌گوید و چطور می‌گوید.
- کنش‌ها: کارهایی که شخصیت انجام می‌دهد و چگونگی انجام آنها
- واکنش دیگران: شخصیت‌های دیگر او را چطور می‌بینند و با او چه رفتاری دارند.

### گونه‌های پیرنگ

#### ترتیب زمانی
تمام رویدادها به ترتیبی رخ می‌دهند که در متن آمده‌است. ممکن است اشاره‌هایی به گذشته یا آینده وجود داشته باشد، اما بازگشت به گذشته یا آینده در کار نیست.

#### بازگشت به گذشته
بازگشت به گذشته یا فلاش‌بک یعنی به میان آوردن صحنه‌ای که روایت را از زمان فعلی داستان به زمانی در گذشته برمی‌گرداند. از فلاش‌بک اغلب به منظور بازنمایی رویدادهایی استفاده می‌شود که از نظر زمانی مقدم بر خط توالی اتفاقات داستان رخ داده‌اند یا اطلاعاتی ضروری در مورد پیش‌داستان (آنچه قبل از شروع داستان رخ داده) به دست می‌دهند. فلاش‌بک‌های مبتنی بر شخصیت، رویدادهای مهمی را از گذشتهٔ شخصیت بازگو می‌کنند که در رشد و گستردگی شخصیت نقش داشته‌است.
درست در نقطهٔ مقابل، بازگشت به آینده یا فلاش‌فوروارد، رویدادهایی را آشکار می‌کند که در آینده به وقوع خواهد پیوست. این تکنیک به منظور ایجاد تعلیق در داستان یا پرداخت شخصیت به کار برده می‌شود.

### پرداخت صحنه
پرداخت صحنه، به معنای توصیف زمان و مکان داستان، را اغلب یکی از عناصر بنیادین ادبیات داستانی می‌دانند. در برخی موارد صحنه خود به یکی از شخصیت‌های داستان بدل می‌شود و ممکن است لحن ویژه‌ای به داستان بدهد.

### درونمایه (تم)
درونمایه یا تم عصارهٔ مفهومی داستان است و اغلب آن را یکی از عناصر بنیادین ادبیات داستانی می‌دانند. مفهوم یا ایدهٔ محوری داستان که عنصر وحدت‌بخش داستان هم است. اگر بپرسند «ازاین داستان چه چیزی یادگرفتید؟» پاسخ همان درونمایه یا تم خواهد بود.

### سبک
سبک چیزی نیست که نوشته شده بلکه چگونه نوشتن آن است. سبک در ادبیات داستانی به قراردادهای زبانی اشاره دارد که در ساختمان اثر به کار می‌روند. داستان‌نویس ممکن است بیان، ساختار جمله، جمله‌بندی، گفتگو نویسی، یا سایر جنبه‌های زبانی را دستکاری کند تا سبک یا حال و هوای به خصوصی را خلق کند. گردآورنده علی قربانی

## طبقه‌بندی
- داستان بسیار کوتاه: اثری است با کمتر از ۲۰۰۰ کلمه (در برخی تعاریف ۱۰۰۰ کلمه)، تقریباً ۵ صفحه.
- داستان کوتاه: اثری است با دست‌کم ۲۰۰۰ کلمه و دست بالا ۷۵۰۰ کلمه، ۵ تا ۲۵ صفحه.
- نوولت: اثری است با دست‌کم ۷۵۰۰ کلمه و دست بالا ۱۷۵۰۰ کلمه، ۲۵ تا ۶۰ صفحه.
- نوولا: اثری است با دست‌کم ۱۷۵۰۰ کلمه و دست بالا ۵۰۰۰۰ کلمه، ۷۰ تا ۱۷۰ صفحه.
- رمان: اثری است با ۵۰۰۰۰ کلمه و بیشتر، ۱۷۰ صفحه به بالا.
- حماسه: اثری است با ۲۰۰۰۰۰ کلمه و بیشتر، ۶۸۰ صفحه به بالا.